# Más allá del corazón
 Más allá del corazón fue una de las primeras telenovelas producidas por el canal peruano Canal 9 | ex TV El Sol en el año 1963, resultando un éxito rotundo en audiencia.
Original de la escritora Caridad Bravo Adams, fue protagonizada por Saby Kamalich.

## Trama
Esther es una joven que vive con su padres y hermano en una hacienda está enamorada de Juan, un noble muchacho sueña con casarse pero su familia no acepta al joven por ser pobre. Esther, descubre que su padre ha quedado en la ruina.
Humberto un hombre millonario ayuda al padre de Esther a recuperar sus propiedades y lo salva de la ruina a cambio de que Esther acepte casarse con el en agradecimiento Esther decide casarse con Humberto y dejar a su novio, Juan devastado decide irse a otro pueblo, Humberto y Esther se casan pero ella no lo ama una sombra entre los dos hará que no sean felices el recuerdo de Juan siempre será un obstáculo Humberto siente celos de que Esther siga amando a Juan.
Humberto decide dejar libre a Esther y que vaya en busca del verdadero amor,pero Esther se da cuenta de que al hombre que realmente ama es Humberto finalmente deciden ser feliz.

## Elenco
- Saby Kamalich ... Esther
- Ricardo Blume ... Humberto
- Leonardo Torres Descalzi ... Juan
- Esther Chávez
- Sylvia Vegas
- Carlos Ego Aguirre
- Marí Isabel Chiri
- Olga Vabrejos